# 烏斯季庫洛姆區

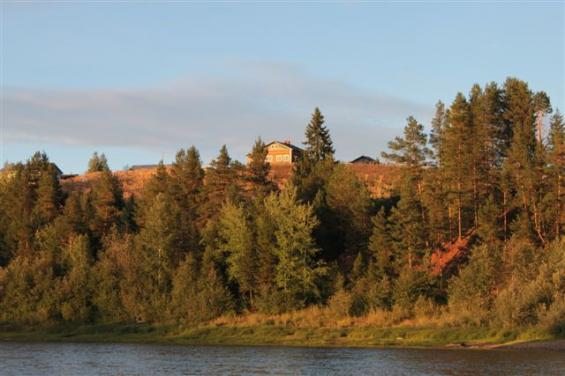

61°41′N 53°40′E / 61.683°N 53.667°E
烏斯季庫洛姆區（俄语：Усть-Куломский район），是俄羅斯的一個區，位於該國西北部，由科米共和國負責管轄，面積26,200平方公里，2010年人口26,858，人口密度每平方公里1.03人。